# Jean Ogier de Gombauld
Jean Ogier de Gombauld (* 1576 in Saint-Just-Luzac, heutiges Département Charente-Maritime; † 1666 in Paris) war ein französischer Schriftsteller.
De Gombauld entstammte einer hugenottischen Familie. Seine Ausbildung absolvierte er wahrscheinlich in Bordeaux. Danach ließ er sich in Paris nieder und wurde um 1610 der Günstling der Königin Marie de Medici.
Während der Querelle du Cid 1637 wurde er zum vehementen Verteidiger von Pierre Corneille.
Als 1634 durch Kardinal Richelieu die Académie française gegründet wurde, war de Gombauld mit unter den ersten Mitgliedern (Fauteuil 5). Ihm folgte nach seinem Tod 1666 Paul Tallemant der Jüngere auf diesem Platz nach.
De Gombaulds Lyrik ist im Stil Jean Bertauts gehalten und sah sich immer etwas als Kontrapunkt zur „mondän-frivolen“ Richtung der zeitgenössischen Lyrik. De Gombauld gehörte zu den letzten Vertrauten der Salonnière Marquise de Rambouillet.

## Werke (Auswahl)
- L’Amaranthe. Pastorale. 1631.
- Les Danaïdes. Tragédie. 1658.
- L’Endimion. 1624 (Schlüsselroman)
- Épigrammes. 1658.
- Lettres. 1647.
- Poésies. 1646.
- Traitez et Lettres touchant la religion. 1667.